# Luněc
Luněc je české jméno několika rodů dravců z čeledi jestřábovitých. Do Česka vzácně zalétává luněc šedý (Elanus caeruleus).
Některé další jestřábovité ptáky v češtině nazýváme podobnými jmény luňák a luňákovec.

## Seznam druhů
- rod Elanus
  - luněc šedý (Elanus caeruleus)
  - luněc australský (Elanus axillaris)
  - luněc americký (Elanus leucurus)
  - luněc černoramenný (Elanus scriptus)
- rod Chelictinia
  - luněc vidloocasý (Chelictinia riocourii)
- rod Rostrhamus
  - luněc bažinný (Rostrhamus sociabilis)
  - luněc bělooký (Rostrhamus hamatus, někdy vyčleňován do zvláštního rodu jako Helicolestes hamatus)
- rod Harpagus
  - luněc rezavoprsý (Harpagus bidentatus)
  - luněc šedoprsý (Harpagus diodon)